# Против Каллиппа
«Против Каллиппа» — судебная речь, которую приписывают древнегреческому оратору Демосфену. Сохранилась в составе «демосфеновского корпуса» под номером LII, была произнесена предположительно в 369 или 368 году до н. э.
Речь произнёс афинянин Аполлодор, сын Пасиона. Учитывая, что она довольно невнятна и лишена художественных достоинств, характерных для речей Демосфена, исследователи полагают, что Аполлодор эту речь и написал. Каллипп, против которого речь направлена, был проксеном гераклейцев в Афинах. Один из жителей Гераклеи Ликон сделал в трапедзу (банковскую контору) Пасиона вклад в 1640 драхм и завещал его Кефисиаду. После гибели Ликона Каллипп безуспешно пытался помешать передаче вклада. Позже он обратился в суд, но забрал иск после договорённости о передаче дела частному третейскому судье. Пасион вскоре умер, Каллипп возобновил дело и выиграл его. Тогда Аполлодор оспорил решение, заявив, что судья не приносил присягу. Слушания были возобновлены в гелиэе, где Аполлодор и произнёс свою речь.